# Märdkärret
Märdkärret är en sjö i Nyköpings kommun i Södermanland och ingår i Kilaåns huvudavrinningsområde. Sjön är 2 meter djup, har en yta på 0,0433 kvadratkilometer och befinner sig 91,3 meter över havet.

## Delavrinningsområde
Märdkärret ingår i det delavrinningsområde (651121-153838) som SMHI kallar för Mynnar i Vretaån. Medelhöjden är 87 meter över havet och ytan är 6,36 kvadratkilometer. Det finns inga avrinningsområden uppströms utan avrinningsområdet är högsta punkten. Vattendraget som avvattnar avrinningsområdet har biflödesordning 3, vilket innebär att vattnet flödar genom totalt 3 vattendrag innan det når havet efter 34 kilometer. Avrinningsområdet består mestadels av skog (95 procent). Avrinningsområdet har 0,04 kvadratkilometer vattenytor vilket ger det en sjöprocent på 0,7 procent.